# William S. Tillett
William Smith Tillett (* 10. Juli 1892 in Charlotte, North Carolina; † 4. April 1974) war ein US-amerikanischer Internist und Mikrobiologe. Er ist vor allem für die Entdeckung des C-reaktiven Proteins und der Streptokinase bekannt.

## Leben
Tillett studierte an der University of North Carolina, wo er als All-American Quarterback auch sportlich erfolgreich war. 1913 begann er an der Johns Hopkins Medical School in Baltimore, Maryland, ein Studium der Medizin, das er 1917 mit dem M.D. abschloss. Unterbrochen von zweijährigem Militärdienst als Sanitätsoffizier im Ersten Weltkrieg absolvierte Tillett seine Zeit als Assistenzarzt ebenfalls an der Johns Hopkins Medical School. Ein Jahr lang arbeitete er an verschiedenen Stationen in Europa, bevor er 1922 eine Stelle am Krankenhaus des Rockefeller Institute (später Rockefeller University) in New York City erhielt und erste Arbeiten mit Thomas M. Rivers veröffentlichte.
1924 wechselte Tillett auf die Pneumonie-Station von Rufus Cole, wo er wissenschaftlich unter Oswald Avery arbeitete und begann, sich mit Pneumokokken und Streptokokken zu beschäftigen. Gemeinsam mit Avery und Walther F. Goebel analysierte Tillett die Polysaccharide der Hülle der Pneumokokken und entdeckte, dass die Reaktion des infizierten Organismus wesentlich durch diese Hülle bestimmt wird. Gemeinsam mit Thomas Francis junior entdeckte er ein Protein, das gegen die sogenannte C-Fraktion dieser Polysaccharide gerichtet ist und als C-reaktives Protein (CRP) bekannt ist. CRP als Akute-Phase-Protein ist heute noch ein wichtiger Marker für Entzündungen. Aufbauend auf die Arbeiten von Francis und Tillett zur Reaktion des Körpers auf Pneumokokken-Polysaccharide entwickelten Colin MacLeod und Michael Heidelberger 1944 eine Impfung gegen Pneumokokken, die von Robert Austrian zur klinischen Anwendung gebracht wurde.
Anfang der 1930er Jahre erhielt Tillett eine Stelle als Assistant Professor für Innere Medizin und Biologie an der Johns Hopkins Medical School. Hier begann er, sich vermehrt mit Streptokokken und ihren Enzymen zu beschäftigen. Tillett entdeckte 1933, dass hämolytische Streptokokken ein Enzym produzieren, das Fibrinklumpen auflösen kann. Tillett nannte dieses Enzym Fibrinolysin, heute ist es als Streptokinase bekannt. 1937 wurde Tillett Professor für Bakteriologie an der New York University School of Medicine und 1938 ebendort Professor für Innere Medizin, sowie Chefarzt einer der internistischen Kliniken des Bellevue Hospital. Tilletts Nachfolger auf der Professur wurden zunächst Thomas Francis junior und 1941 Colin MacLeod. Einer von Tilletts Forschungsassistenten wurde 1940 Maclyn McCarty, den er ein Jahr später zu Avery an die Rockefeller University vermittelte und mit dem Avery später aufklärte, dass Desoxyribonukleinsäure (DNA) und nicht Proteine die Träger der Erbinformation sind.
Gemeinsam mit Lauritz Royal Christensen entdeckte Tillett, dass Streptokinase Plasminogen in Plasmin umwandelt und so die Fibrinolyse anstößt. Mit Christensen und Sol Sherry entdeckte Tillett, dass ein weiteres Enzym hämolytischer Streptokokken, Streptodornase dickflüssigen Eiter verflüssigen kann. Gemeinsam mit dem Unternehmen Lederle konnte Tillett das Enzym in ausreichenden Mengen herstellen, um es klinisch anzuwenden, zum Beispiel gegen zähflüssiges Pleuraempyem, das sonst oft zu Verschwartung des Rippenfells führte. Tillett nannte die Methode enzymatisches Débridement, die heute noch zur Auflösung von Fibrinbelägen chronischer Wunden verwendet wird. 1955 wendeten Tillett und Mitarbeiter erstmals die Streptokinase beim Menschen an und legten damit die Grundlage für die klinische Anwendung des Enzyms zur Auflösung von Blutgerinnseln, die Thrombolyse, die bei Herzinfarkten und Schlaganfällen heute noch zur Anwendung kommt.
Weitere Arbeiten Tilletts befassten sich ab 1942 mit der Anwendung von Penicillin bei Pneumonie. Er fand, dass für die Wirksamkeit des Antibiotikums der Gewebespiegel wichtiger ist als der Serumspiegel und dass die Dauer der Therapie wichtiger war als die angewendete Höchstdosis, da Patienten erst am siebten Tag der Infektion wirksame Mengen an Antikörpern gegen die Pneumokokken entwickeln. Die Anwendung von Penicillin und Streptodornase im Pleuraraum zusätzlich zur systemischen Therapie mit Penicillin verbesserte die Prognose der Pneumoniepatienten erheblich.
Tillett war seit 1928 mit Dorothy Stockbridge verheiratet. Das Paar hatte eine Tochter. 1958 ging Tillett in den Ruhestand. Zu seinen Ehren wurde ein Gebäudetrakt mit Forschungslabors am Bellevue Hospital William Smith Tillett Laboratories genannt. Am National Institute of Allergy and Infectious Diseases (NIAID), einer Einrichtung der National Institutes of Health (NIH) erhielt Tillett noch die Leitung eines Trainingsprogramms für junge Forscher.

## Auszeichnungen (Auswahl)
- 1942 Ehrendoktorat der University of North Carolina
- 1949 Albert Lasker Award for Basic Medical Research, gemeinsam mit Lauritz Royal Christensen[1]
- 1951 Mitglied der National Academy of Sciences
- 1951 Ehrendoktorat der University of Chicago
- 1952 Borden Award
- 1959 Ehrendoktorat der Northwestern University